# I'm drowning my sorrows
I'm drowning my sorrows is een lied geschreven door de Amerikanen Eddie Brandt en Paul Frees.

## Teresa Brewer
De eerste die het opnam was waarschijnlijk Teresa Brewer (Theresa Breuer, 1931-2007, uit Toledo). Het was toen circa 28 september 1956. Het plaatje werd met A-kant How lonely can one be op de markt gebracht op 20 januari 1957, maar werd geen hit. De vorige en volgende single van Brewer wisten de Billboard Hot 100 wel te bereiken. Het was vaak te horen op de radio en kreeg ook een redelijke recensie in Billboard. Het succes van de zangeres was echter toen al tanende. Ze had in elf jaar zesendertig keer in de Amerikaanse hitparade gestaan, waarvan twee singles de eerste plaats bereikten. I'm drowning my sorrows wist wel de Cashbox-hitparade te halen.
In 1956 verscheen de bladmuziek bij Mills Music in New York.
In Nederland en België werd het lied bekend onder de titel Veel bittere tranen.